# Petita esfinx d'Hatxepsut
La Petita esfinx d'Hatshepsut és una escultura en forma d'esfinx tallada durant l'Imperi Nou d'Egipte, concretament durant la dinastia XVIII d'Egipte. L'obra s'exhibeix de forma permanent al Museu Metropolità d'Art de Nova York, des de l'any 1931, després d'ésser donat pel fons Rogers.

## Història
L'esfinx es creu que va poder estar situada en la part inferior del complex del temple de Hatshepsut a Deir el-Bahari, (en àrab: دير البحري), que literalment significa «El convent del Nord», un complex de temples funeraris i tombes que es troba a la ribera occidental del riu Nil, al IV nomós de l'Alt Egipte, enfront de l'antiga ciutat de Tebes, l'actual Luxor, a Egipte.
L'escultura representa Hatshepsut, reina-faraó de la dinastia XVIII d'Egipte. Cinquena governant de la mencionada dinastia, que va regnar de ca. 1479 aC. a 1458 aC., cronologia segons von Beckerath, Kitchen, Aldred i Málek. Va governar amb el nom de Maatkara Hatshepsut.

## Característiques
Les seves principals característiques són:
- Estil: art egipci.
- Material: granit.
- Restes de policromia groga vermellosa i blava.
- Longitud: 343 cm
- Altura: 164 cm
- Pes: Per sobre de set tones